# Poyotello

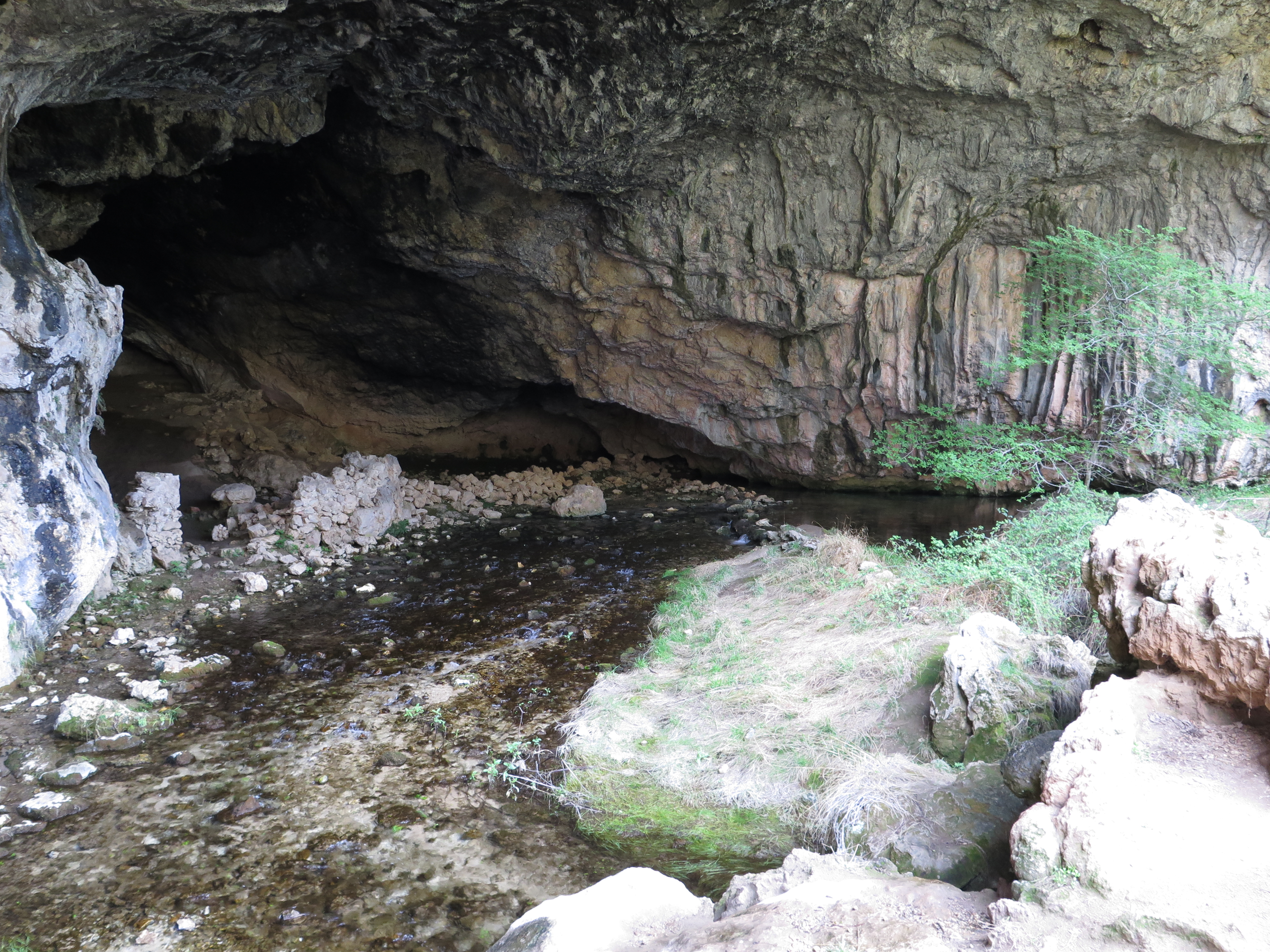
Interior de la Cueva del Agua de Poyotello

Poyotello es una aldea perteneciente al municipio de Santiago-Pontones, en la provincia de Jaén (Andalucía, España). Se encuentra a unos 12 km aprox. por carretera de Santiago de la Espada, y a unos 4 km al nordeste de Pontones, dentro del Parque natural de Cazorla, Segura y Las Villas. Cerca de la aldea discurre el río Segura, que a un par de kilómetros al noreste se junta con el río Madera. Cuenta con una población a 1 de enero de 2020 según el INE de 13 personas.

## Toponimia
El topónimo «poyo» proviene del latín podium, significando cerro, loma, colina, lugar orográficamente elevado. Este topónimo se encuentra muy extendido por la península ibérica, como puede verse en los siguientes nombres de localidades españoles: Poyales del Hoyo, Poyo, El Poyo, Pueyo, El Puig, Puig Gros, etcétera. De igual manera se han conformado los topónimos italianos poggio, como Poggio Bustone, Poggio Imperiale... o en francés puy, como Puy-de-Dôme, Puy-l'Évêque, etcétera.
Por otro lado, Tello era un antiguo nombre castellano, hoy convertido en apellido.

## Demografía
Evolución de la población
| Gráfica de evolución demográfica de Poyotello entre 2000 y 2019    |
|                                                                    |
| Población de derecho (2000-2019) según el padrón municipal del INE |

## Cueva del Agua
A pocos cientos metros de la aldea se encuentra la Cueva del Agua, que cuenta con un sendero señalizado. En ella nace un manantial de abundante agua, que vuelve a perderse de nuevo por la misma cueva una vez ha brotado, ya que la piedra de la que se compone la oquedad es toba, una piedra caliza muy porosa.

## Ganadería
En el contorno de la aldea se llevan a cabo actividades ganaderas, presentando un paisaje marcado por la presencia de tinadas, cenajos, abrevaderos, tornajos, etcétera, con pasto gramíneo pero con ausencia de arbolado. Es una zona tradicional de paso de ganado, propia de pastoreo estival.